# U-30
L'U-30 fu un sommergibile tedesco tipo VIIA al servizio della Marina militare tedesca durante la seconda guerra mondiale. Partecipò alla battaglia dell'Atlantico affondando 17 navi danneggiandone altre due. Venne affondato dal suo stesso equipaggio a Kupfermühle il 4 maggio 1945.
L'affondamento della prima nave nella seconda guerra mondiale, l'inglese Athenia, fu causato proprio dall'U-30 il 3 settembre 1939. L'U-30 fu anche il primo sommergibile a entrare nella base sommergibili di Lorient il 7 luglio 1940.

## Storia

### Primi successi
Completato il 4 agosto 1936 nei cantieri AG Weser di Brema, l'U-30 entrò in servizio l'8 ottobre dello stesso anno al comando del Kapitänleutnant (tenente di vascello) Hans Cohausz, a cui successe dal 15 febbraio al 17 agosto 1938 Hans Pauckstadt, sostituito a sua volta a novembre dal Kapitänleutnant Fritz-Julius Lemp, con il quale il sommergibile riscosse tutti i suoi successi.

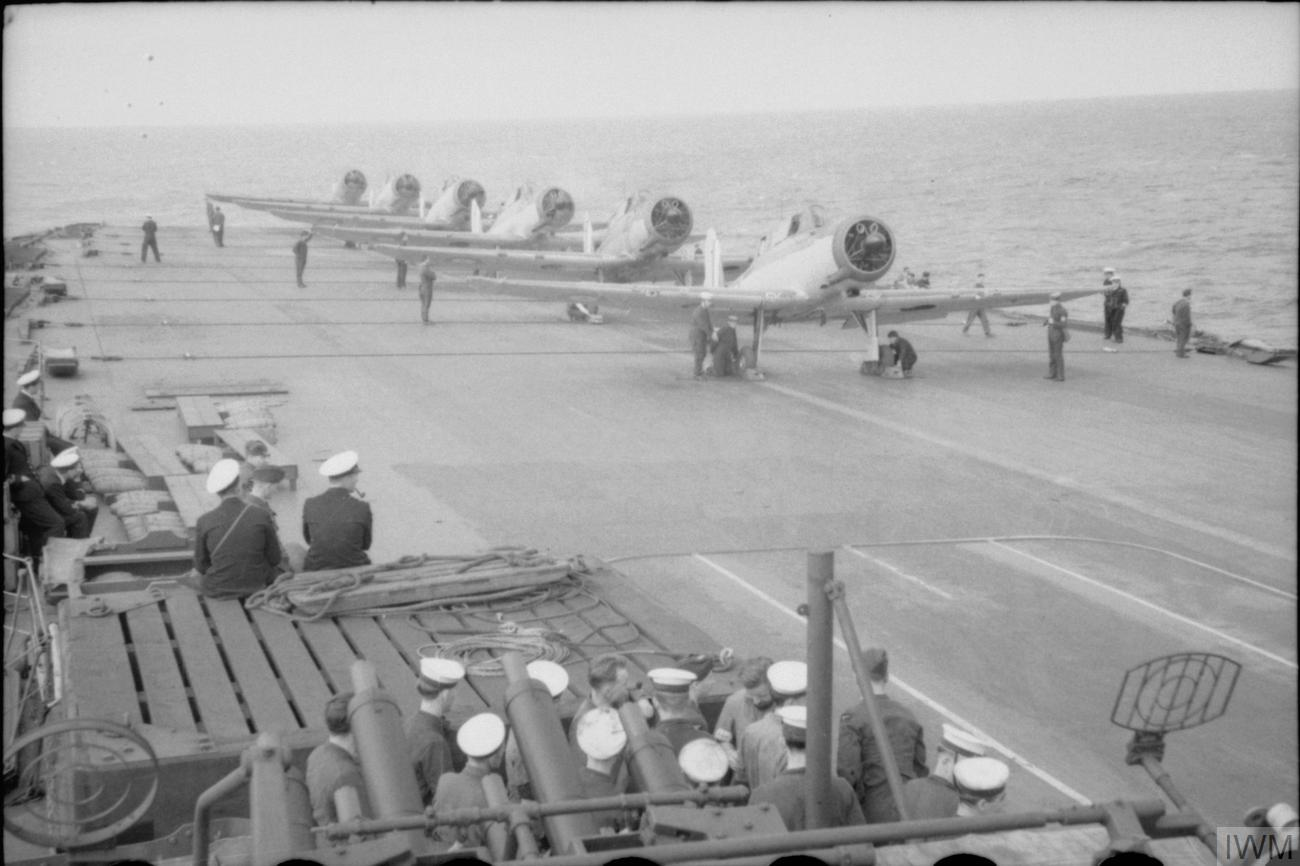
Blackburn Skua imbarcati sulla Ark Royal (aprile 1941)

Il 22 agosto 1939 l'U-30 partì da Wilhelmshaven per la sua prima crociera durante la quale affondò i suoi primi tre mercantili, tutti britannici: l'Athenia da 13 581 t il 3 settembre (scambiata per un mercantile armato 402 km a ovest di Inishtrahull; prima nave della seconda guerra mondiale a inabissarsi in mare), la Blairlogie da 4 425 t l'11 settembre (322 km ad ovest dell'Irlanda) e la Fanad Head da 5 200 t il 14 settembre (451 km a nord-ovest di Capo Malin). Quest'ultima nave venne prima fermata con un colpo di cannone ma l'equipaggio riuscì a mandare una richiesta di aiuto via radio, perciò, quando gli uomini di Lemp abbordarono la nave per prendere prigionieri e prepararla per l'affondamento, giunse un Blackburn Skua decollato dalla portaerei Ark Royal che sganciò le bombe troppo vicino alla superficie marina, cadendo in mare colpito dalle schegge che comunque ferirono anche tre marinai tedeschi. L'U-30 si immerse velocemente lasciando in mare, oltre ai feriti, un altro uomo, e dieci minuti dopo giunse un altro Skua che scambiò il relitto dell'aereo caduto poco prima per la torretta del sommergibile, e vi sganciò sopra delle bombe. Quando il pericolò sembrò essere cessato, Lemp ordinò di riemergere per recuperare i feriti ma in quel momento giunse un altro Skua che, come il primo, affondò per aver lanciato le bombe troppo vicino al mare. Il sommergibile recuperò quindi sei uomini (quattro tedeschi e due piloti inglesi superstiti) e poco dopo lanciò un siluro che affondò la Fanad Head, proprio quando stavano per sopraggiungere sei Swordfish che danneggiarono gravemente l'ormai sommerso U-30, raggiunto anche da bombe di profondità provenienti dal Bedouin e dal Punjabi, mentre il Tartar recuperò i sopravvissuti del mercantile. Dopo aver fatto scalo il 19 settembre a Reykjavík (in Islanda, ancora non occupata dai britannici) per lasciare un ferito grave, l'U-30 tornò a Wilhelmshaven il 27 settembre senza altri avvenimenti degni di nota.
Una volta riparati i danni il 9 dicembre 1939 l'U-30 ripartì per il mare aperto ma solo due giorni dopo dovette rientrare a Wilhelmshaven a causa di un guasto all'impianto motore verificatosi a circa 60 km ad ovest della cittadina norvegese di Egersund.

### Il danneggiamento della HMSBarham

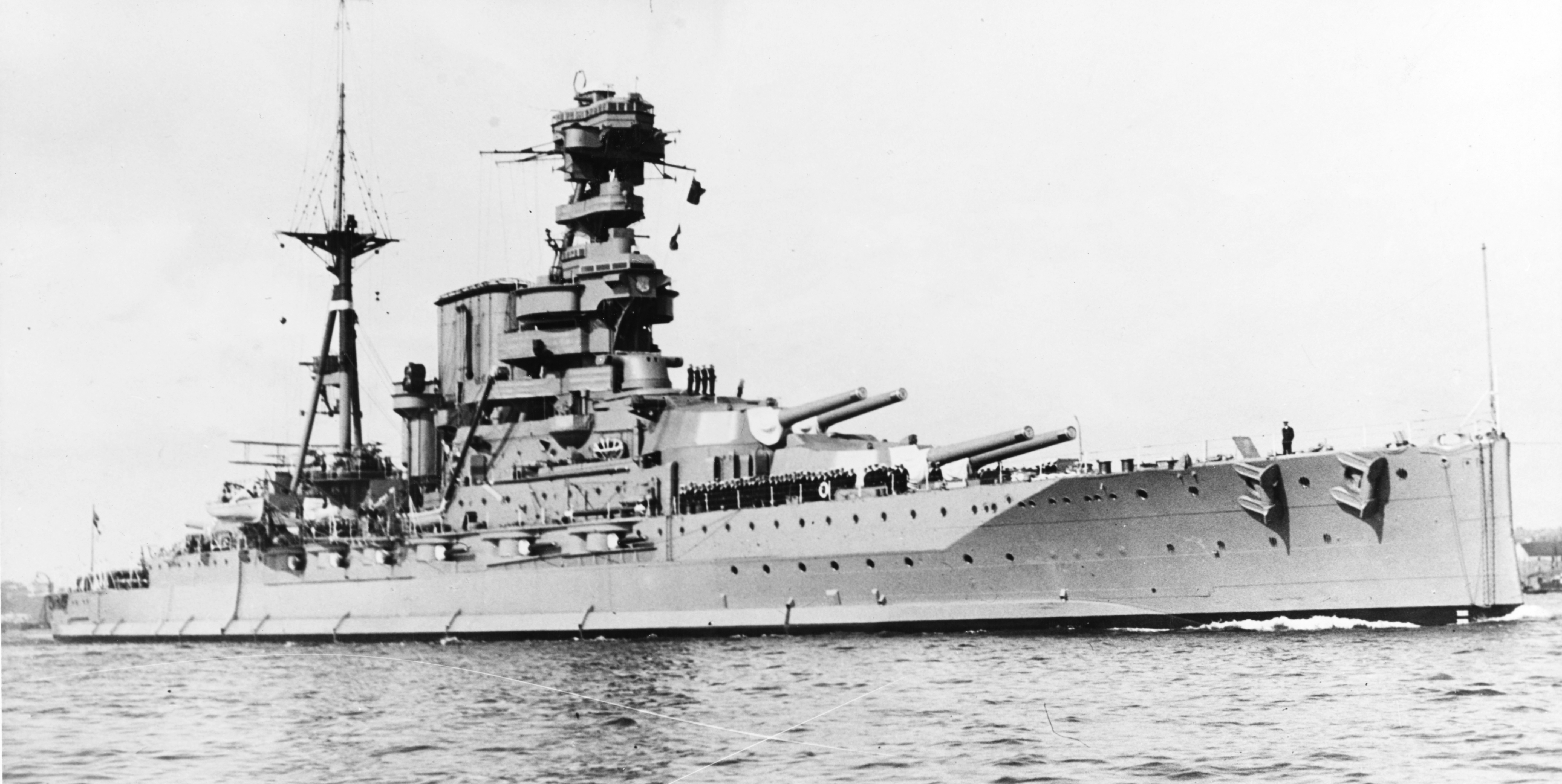
La corazzata Barham, danneggiata dallU-30 il 28 dicembre 1939 e costretta a sei mesi di riparazioni

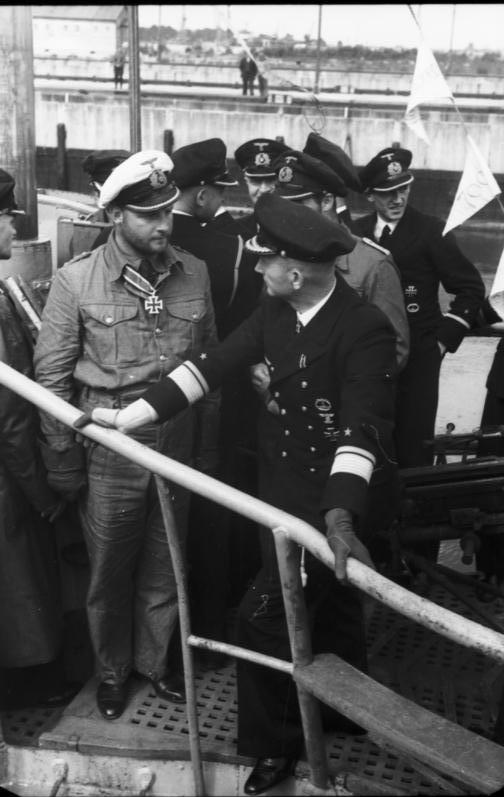
Fritz-Julius Lemp, a sinistra, a colloquio con Karl Dönitz nell'agosto 1940. LU-30 riscosse tutti i suoi successi con Lemp al comando

Il 23 dicembre 1939 il sommergibile della Kriegsmarine U-30 salpò da Wilhelmshaven per il suo terzo pattugliamento di guerra. Alle ore 4:00 del 28 dicembre fu affondato il peschereccio armato britannico HMS Barbara Robertson (56 km a nord-ovest di Butt of Lewis, nella punta nord dell'isola di Lewis) il cui equipaggio fu recuperato dal mercantile svedese Hispania, avvertito proprio dall'U-30. Nel primo pomeriggio però, a circa 106 km ad ovest di Butt of Lewis, si presentò agli occhi del comandante Lemp una ben più grossa preda, la nave da battaglia HMS Barham: venne lanciato un siluro che uccise quattro uomini ma che non riuscì a far adagiare sul fondo del mare la grande nave da 31 100 tonnellate, la quale invece raggiunse Liverpool da dove si spostò a Birkenhead per sei mesi di riparazioni eseguite dalla Cammell Laird.
L'11 gennaio 1940 il mercantile britannico El Oso affondò dopo aver urtato una mina lasciata dall'U-30, il 16 gennaio il Gracia invece rimase solo danneggiato da un'altra mina mentre il giorno dopo il Cairnross, una volta toccata una mina lasciata sempre dall'U-30, non fu altrettanto fortunato e scomparve in mare. Lemp e i suoi uomini tornarono così a Wilhelmshaven lo stesso 17 gennaio dopo aver affondato tre navi ed averne danneggiate altre due.
Infruttuosa la quarta e quinta sortita, tutte e due iniziate e terminate a Wilhelmshaven e svoltesi dall'11 al 30 marzo 1940 la prima (da segnalare il salvataggio dell'equipaggio di un Dornier Do 18 precipitato il 29 marzo nel Mare del Nord) e dal 3 aprile al 4 maggio 1940 la seconda.

### Ultimi pattugliamenti
L'8 giugno 1940 l'U-30 cominciò, ancora una volta da Wilhelmshaven, la sua sesta crociera durante la quale affondò cinque mercantili. Il primo, il britannico Otterpool, affondò 209 km ad ovest di Ouessant il 20 giugno, seguito il 22 giugno dal norvegese Randsfjord 113 km a sud-est di Cobh. L'U-30 riemerse dopo aver affondato il battello, offrì una bottiglia di brandy ai sopravvissuti e si dileguò velocemente alla vista di due cacciatorpediniere in lontananza. La terza vittoria della crociera arrivò il 28 giugno ai danni del britannico Llanarth affondato 354 km a sud di Ouessant e la quarta vittima giunse il 1º luglio con il mercantile britannico Beignon, distrutto 483 km a ovest di Ouessant. Prima di rientrare a Lorient il 7 luglio (diventando così il primo sommergibile tedesco a sfruttare la base francese catturata) l'U-30 affondò il mercantile egiziano Angele Mabro a sud-ovest di Brest.
Più deludente la settima uscita in mare, iniziata il 13 luglio 1940. Venne infatti affondata una sola nave il 21 luglio, il mercantile britannico Ellaroy 290 km a ovest di Cabo Fisterra. Tornato a Lorient il 24 luglio, l'U-30 ripartì per la sua ultima crociera il 5 agosto, sempre con Fritz-Julius Lemp al comando. Quattro giorni dopo affondò il mercantile svedese Canton (113 km ad ovest di Oileán Thoraigh) e il 16 agosto fu la volta del britannico Clan Macphee 563 km a ovest di North Uist (Ebridi Esterne), ultima nave in assoluto affondata dall'U-30. Il tonnellaggio totale affondato dal sommergibile salì dunque a quota 123 232 tonnellate. Il viaggio si concluse a Kiel il 30 agosto, e a Lemp fu conferita la Croce di Cavaliere della Croce di Ferro in segno di riconoscimento per le sue azioni.
Nel settembre 1940 il comando dell'U-30 passò a Robert Prützmann e poi ad altri fino alla fine della guerra, ma il sommergibile non ritornò mai più in prima linea essendo stato assegnato alla sorveglianza costiera o a compiti di nave scuola. Il 4 maggio 1945 l'equipaggio lo affondò per non farlo cadere in mano Alleata nella baia di Kupfermühle, nello Schleswig-Holstein.